# Cephaloleia interstilialis
Cephaloleia interstilialis es un coleóptero de la familia Chrysomelidae.
Fue descrita científicamente en 1904 por Weise.